# Францевич, Иван Никитич
Ива́н Ники́тич (Ники́тович) Франце́вич (3 августа 1905, Полтава — 14 февраля 1985, Киев) — советский украинский физикохимик и материаловед.

## Биография
Родился 3 августа 1905 года в Полтаве в семье рабочего. Украинец.
В 1920 году окончил школу-семилетку, в 1922 году — профессионально-техническую школу. В течение двух лет работал помощником слесаря на Полтавском паровозоремонтном заводе.
Окончил Харьковский институт народного образования (Харьковский университет) (1929). Преподавал там же (с 1934 года — профессор).
С 1939 года работал в Институте черной металлургии специальных сплавов АН УССР, с 1952 года — руководитель Лаборатории специальных сплавов АН УССР. Одновременно в 1945—1957 годах — в КГУ имени Т. Г. Шевченко.
С 1955 года — в Институте проблем материаловедения (до 1962 года — Институт металлокерамики и спецсплавов) АН УССР (в 1955—1973 годах — директор).
Действительный член АН УССР (с 1961 года). Главный редактор журнала «Порошковая металлургия» (в 1961—1985 годах).
Умер 14 февраля 1985 года. Похоронен в Киеве на Байковом кладбище.

### Семья
- сын — Францевич, Леонид Иванович (род. 3 октября 1935) — член-корреспондент АН Украины.

## Память
- Всего И. Н. Францевичем опубликовано более 600 научных трудов и 20 монографий.
- Ему установлена памятная доска на здании Института проблем материаловедения[2], а также названа улица в Полтаве.
- На Украине учреждена премия имени Ивана Францевича НАН Украины.

## Награды и премии
- Герой Социалистического Труда (13.3.1969)[3]
- два ордена Ленина (13.05.1969, 13.05.1981)
- орден Октябрьской Революции (04.08.1975)
- два ордена Трудового Красного Знамени (03.05.1954; 26.06.1959)
- медаль «За трудовую доблесть» (01.10.1944)
- другие медали
- Сталинская премия третьей степени (1950) — за разработку и освоение производства контактных сплавов
- Государственная премия УССР в области науки и техники (1969)
- заслуженный деятель науки и техники УССР (1965)